# Let Me In
Let Me In är en amerikansk romantisk skräck-dramafilm som hade biopremiär i USA den 1 oktober 2010. Filmen regisserades av Matt Reeves och är baserad på John Ajvide Lindqvists roman Låt den rätte komma in, som i Sverige hade filmatiserats 2008.

## Handling
Filmen utspelar sig 1983 i Los Alamos, New Mexico i södra USA. Den extremt mobbade pojken Owen (Kodi Smit-McPhee) får en ny granne, den mystiska tjejen Abby (Chloë Grace Moretz), som bor tillsammans med en avvikande enstöring (Richard Jenkins). Först blir de två barnen osams med varandra, men de blir snart goda vänner och Abby uppmuntrar Owen att slå tillbaka mot sina mobbare i skolan.
Men det är något konstigt med Abby. Hon äter inte vanlig mat och hon kan inte gå in i ett hus utan att bli inbjuden. Samtidigt sker ett par underliga mord i området, där folk hittas tömda på blod, och snart börjar en polis (Elias Koteas) finna kopplingar mellan morden och Abbys lägenhet...

## Medverkande
| Kodi Smit-McPhee   | – Owen      |
| Chloë Grace Moretz | – Abby      |
| Richard Jenkins    | – Fadern    |
| Elias Koteas       | – Polisen   |
| Cara Buono         | – Owens mor |
| Sasha Barrese      | – Virginia  |

## Mottagande
Trots fin kritik så blev filmen inte någon kassasuccé. Den hade vid slutet av året bara tjänat in 12,1 miljoner dollar av sin budget på 20 miljoner.
Skräckförfattaren Stephen King lär ha sagt att filmen "är mer än skräck, men är ändå den bästa skräckfilmen på 20 år" och toppade hans lista över de tio bästa filmerna år 2010.